# Saison 2023 de l'équipe cycliste féminine Trek-Segafredo
La saison 2023 de l'équipe cycliste féminine Trek-Segafredo est la quatrième de la formation. L'équipe est renommée Lidl-Trek en juin. Les grimpeuses Amanda Spratt et Gaia Realini sont recrutées, tout comme Lisa Klein et Brodie Chapman. Audrey Cordon-Ragot, Amalie Dideriksen, Letizia Paternoster et Leah Thomas quittent la formation.
Gaia Realini est sûrement la révélation de la saison. Elle est deuxième du Tour des Émirats arabes unis, puis troisième de la Flèche wallonne. Elle gagne une étape du Tour d'Espagne et en prend la troisième place. Au Tour d'Italie, elle est l'une des seules à pouvoir suivre Annemiek van Vleuten dans les cols. Elle termine meilleure jeune et troisième du classement général. Elisa Longo Borghini connait une saison sur courant alternatif. Elle remporte le Tour des Émirats arabes unis, avant d'être malade. Elle se classe troisième du Tour des Flandres et deuxième de Liège-Bastogne-Liège. Elle est troisième du Tour de Suisse et conserve ses titres sur route et en contre-la-montre en Italie. Son Tour d'Italie commence bien avec une victoire sur la quatrième étape. Elle est deuxième du classement général et suit Van Vleuten dans la cinquième étape quand elle fait une spectaculaire sortie de route l'obligeant à l'abandon. Au Tour de France, elle est non-partante de la sixième étape à cause d'une infection cutanée alors qu'elle occupe la quatrième place du classement général. Shirin van Anrooij s'impose au Trofeo Alfredo Binda-Comune di Cittiglio, elle est troisième de l'Amstel Gold Race ainsi que deuxième du Tour de Burgos. Elisa Balsamo est quatrième du Tour de Drenthe puis deuxième de la Classic Bruges-La Panne. Elle se brise la mâchoire lors d'une chute à la RideLondon-Classique, mais revient en juillet. Amanda Spratt est deuxième du Women's Tour Down Under puis de la Cadel Evans Great Ocean. Elle est également dixième du Tour de France. Lizzie Deignan se met en valeur aux championnats du monde, où elle se classe sixième après avoir animé la course. Gaia Realini est treizième du classement UCI et huitième de l'UCI World Tour. La formation est respectivement deuxième et troisième de ces classements.

## Préparation de la saison

### Partenaires et matériel de l'équipe
Le fabricant de vélo Trek Bicycle Corporation est partenaire principal de l'équipe avec la marque de café Segafredo.

### Arrivées et départs
Les grimpeuses Amanda Spratt et Gaia Realini sont recrutées. La spécialiste de la piste et des contre-la-montre  Lisa Klein rejoint l'équipe tout comme les baroudeuses Brodie Chapman et Ilaria Sanguineti.
Au niveau des départs, Audrey Cordon-Ragot quitte l'équipe qu'elle avait rejoint à sa création en 2019. Cela met fin également à neuf années au côte d'Elisa Longo Borghini. Les sprinteuses Amalie Dideriksen et Letizia Paternoster ne font plus partie de l'effectif, comme la polyvalente Leah Thomas.
| Arrivées          | Équipe 2022             |
| ----------------- | ----------------------- |
| Brodie Chapman    | FDJ-Suez-Futuroscope    |
| Lisa Klein        | Canyon-Sram             |
| Gaia Realini      | Massi Tactic            |
| Ilaria Sanguineti | Valcar Travel & Service |
| Amanda Spratt     | BikeExchange Jayco      |

| Départs             | Équipe 2023        |
| ------------------- | ------------------ |
| Audrey Cordon-Ragot | Zaaf               |
| Amalie Dideriksen   | Uno-X Pro          |
| Letizia Paternoster | BikeExchange Jayco |
| Leah Thomas         |                    |

### Effectifs
| Effectif 2023                          | Effectif 2023     | Effectif 2023 | Effectif 2023                        |
| Cycliste                               | Date de naissance | Pays          | Équipe précédente                    |
| -------------------------------------- | ----------------- | ------------- | ------------------------------------ |
| Elynor Bäckstedt                       | 6 décembre 2001   | Royaume-Uni   | Storey Racing (2019)                 |
| Elisa Balsamo                          | 27 février 1998   | Italie        | Valcar-Travel & Service (2021)       |
| Lucinda Brand                          | 2 juillet 1989    | Pays-Bas      | Sunweb (2019)                        |
| Brodie Chapman                         | 9 avril 1991      | Australie     | FDJ-Suez-Futuroscope (2022)          |
| Lizzie Deignan                         | 18 décembre 1988  | Royaume-Uni   | Boels Dolmans (2018)                 |
| Lauretta Hanson                        | 29 octobre 1994   | Australie     | UnitedHealthcare Women's Team (2018) |
| Lisa Klein                             | 15 juillet 1996   | Allemagne     | Canyon-SRAM Racing (2022)            |
| Elisa Longo Borghini                   | 10 décembre 1991  | Italie        | Wiggle High5 (2018)                  |
| Gaia Realini                           | 19 juin 2001      | Italie        | Isolmant-Premac-Vittoria (2022)      |
| Ilaria Sanguineti                      | 15 avril 1994     | Italie        | Valcar-Travel & Service (2022)       |
| Amanda Spratt                          | 17 septembre 1987 | Australie     | Team BikeExchange-Jayco (2022)       |
| Ellen van Dijk                         | 11 février 1987   | Pays-Bas      | Sunweb (2018)                        |
| Shirin van Anrooij                     | 5 février 2002    | Pays-Bas      |                                      |
| Tayler Wiles (1 janv.–14 juill., note) | 20 juillet 1989   | États-Unis    | Trek-Drops (2018)                    |
| Taylor Knibb (1 juin–31 déc.)          | 14 février 1998   | États-Unis    |                                      |
|                                        |                   |               |                                      |
| Source : ProCyclingStats               |                   |               |                                      |

note: Tayler Wiles, retraite sportive

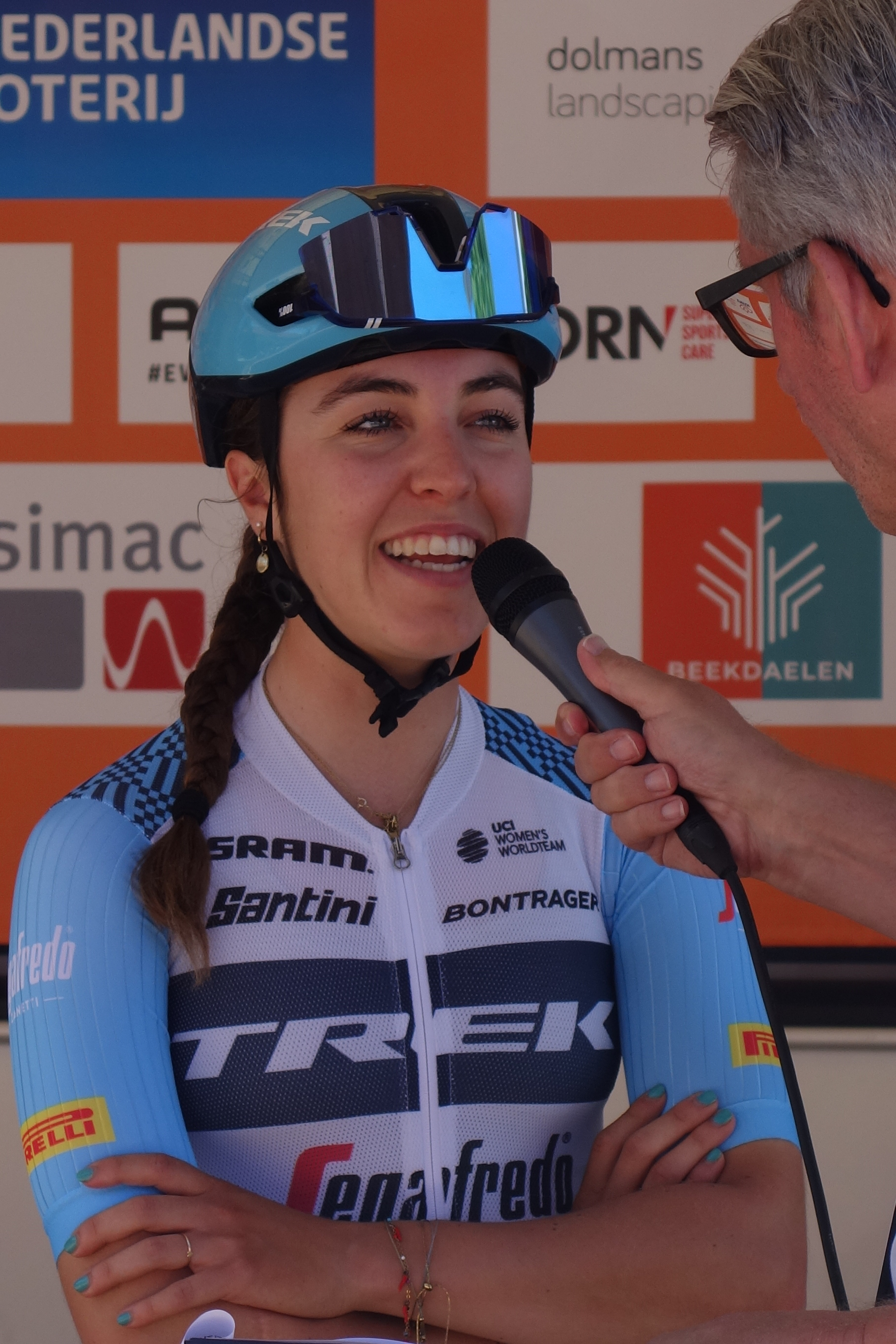
Shirin van Anrooij
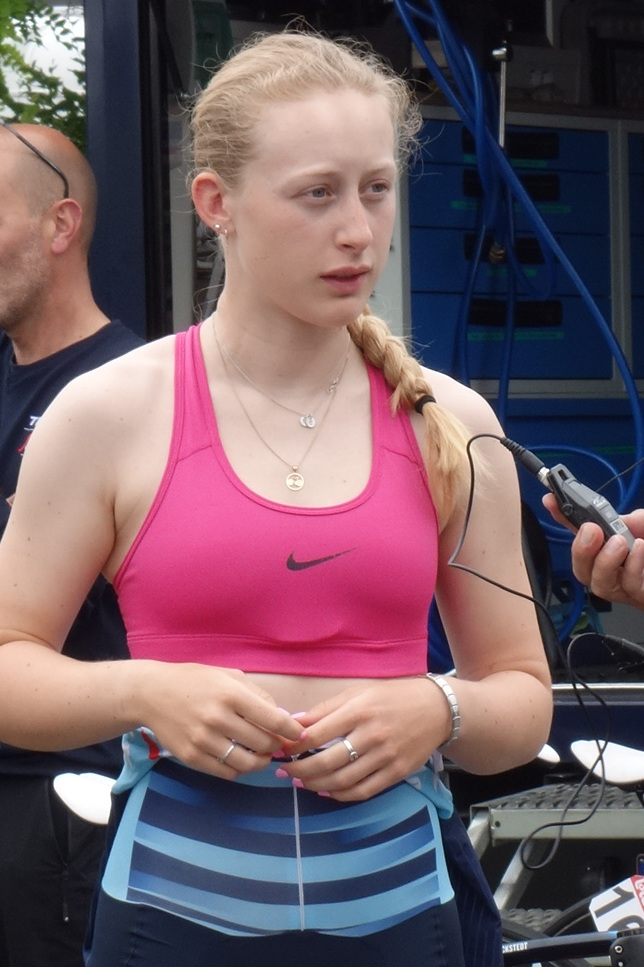
Elynor Bäckstedt en 2021
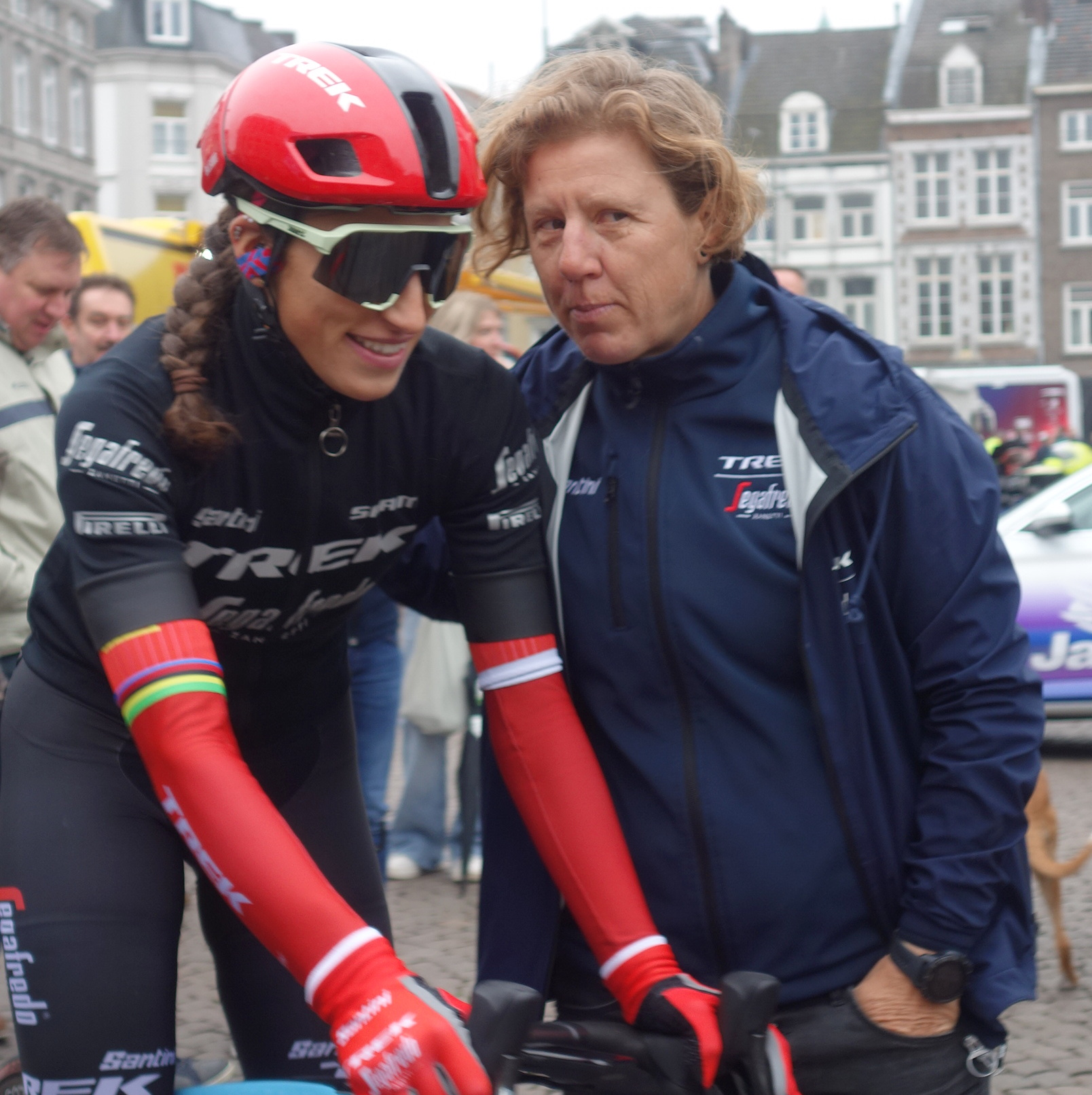
Elisa Balsamo et Ina-Yoko Teutenberg
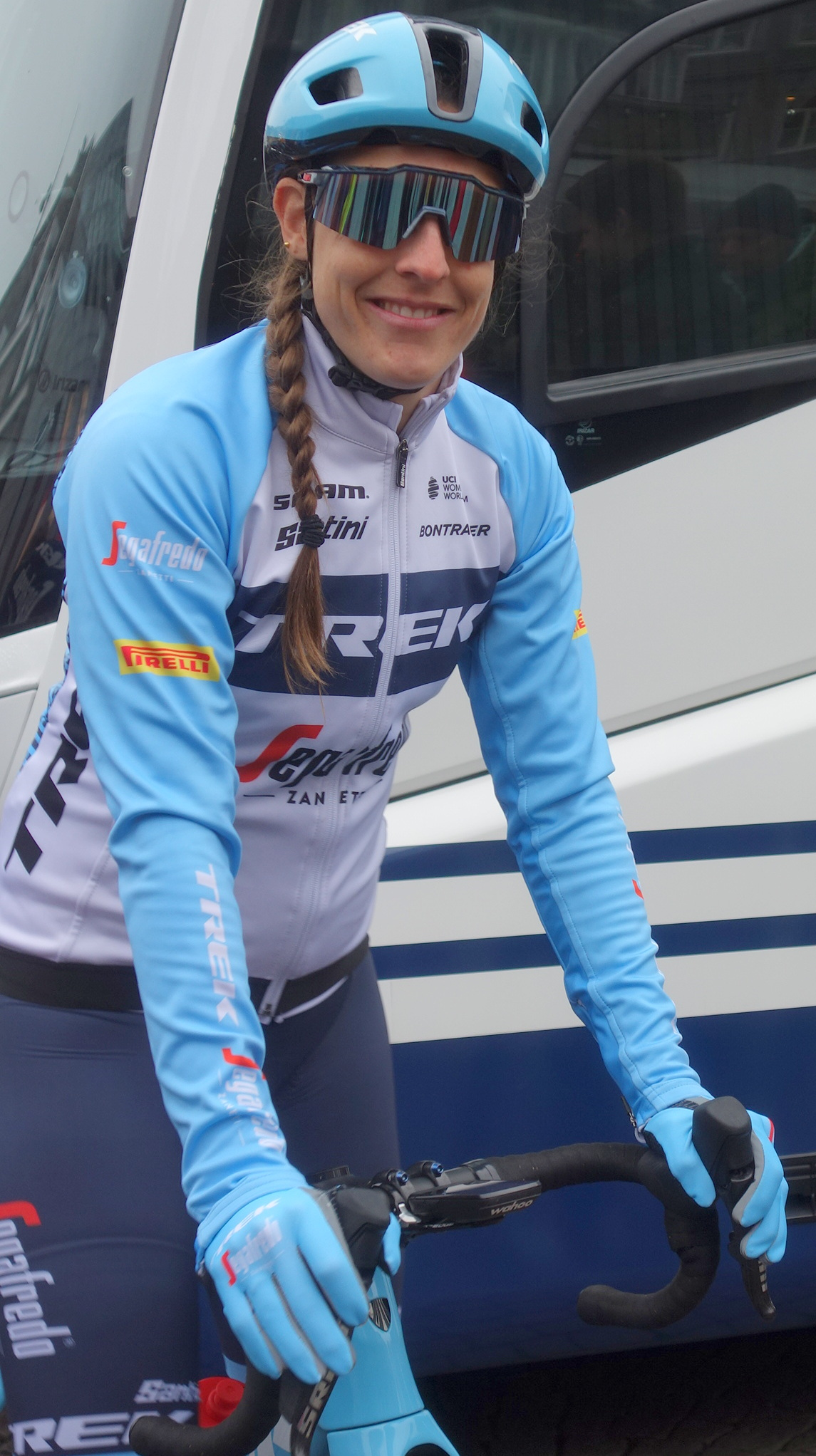
Lucinda Brand
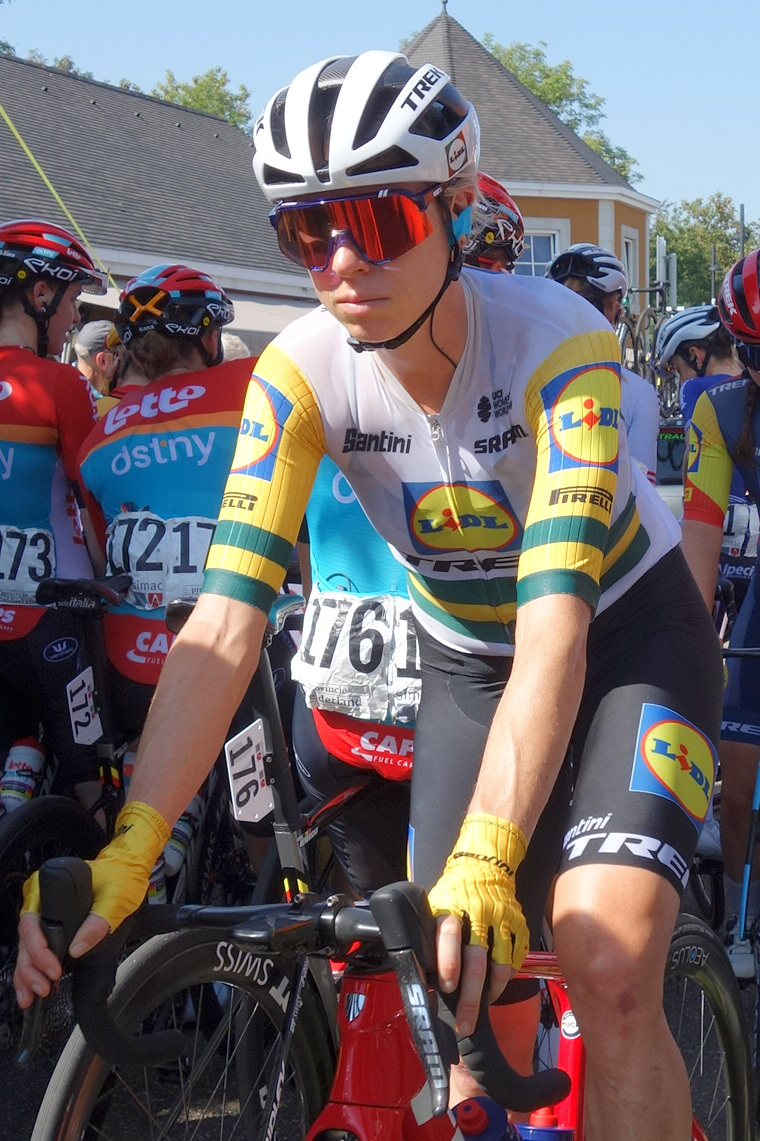
Brodie Chapman
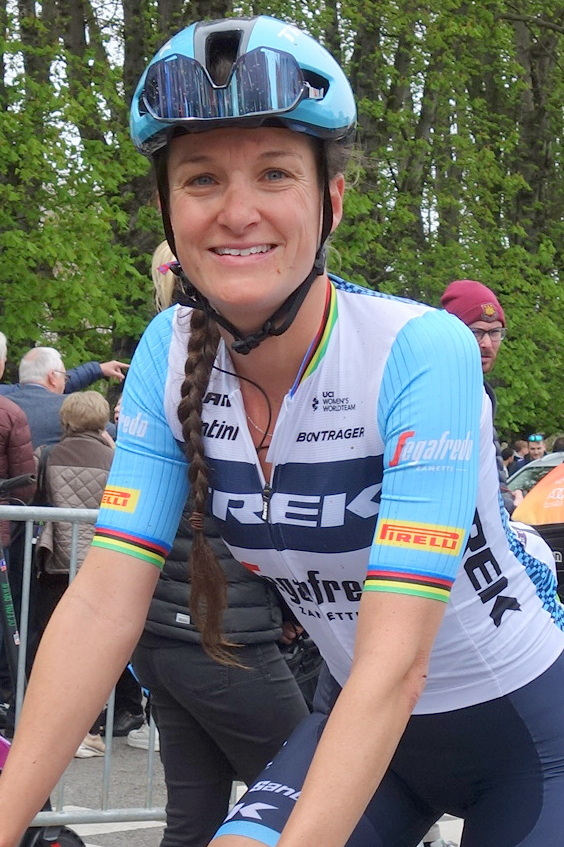
Lizzie Deignan
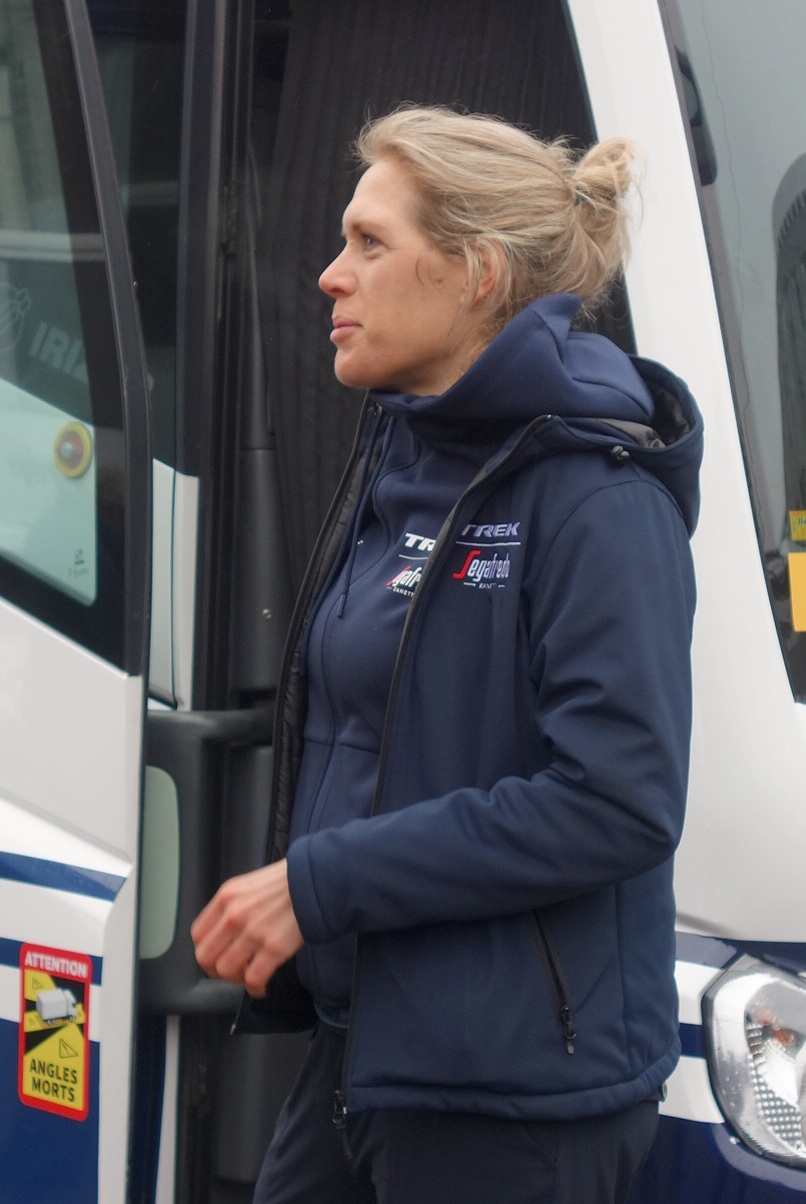
Ellen van Dijk
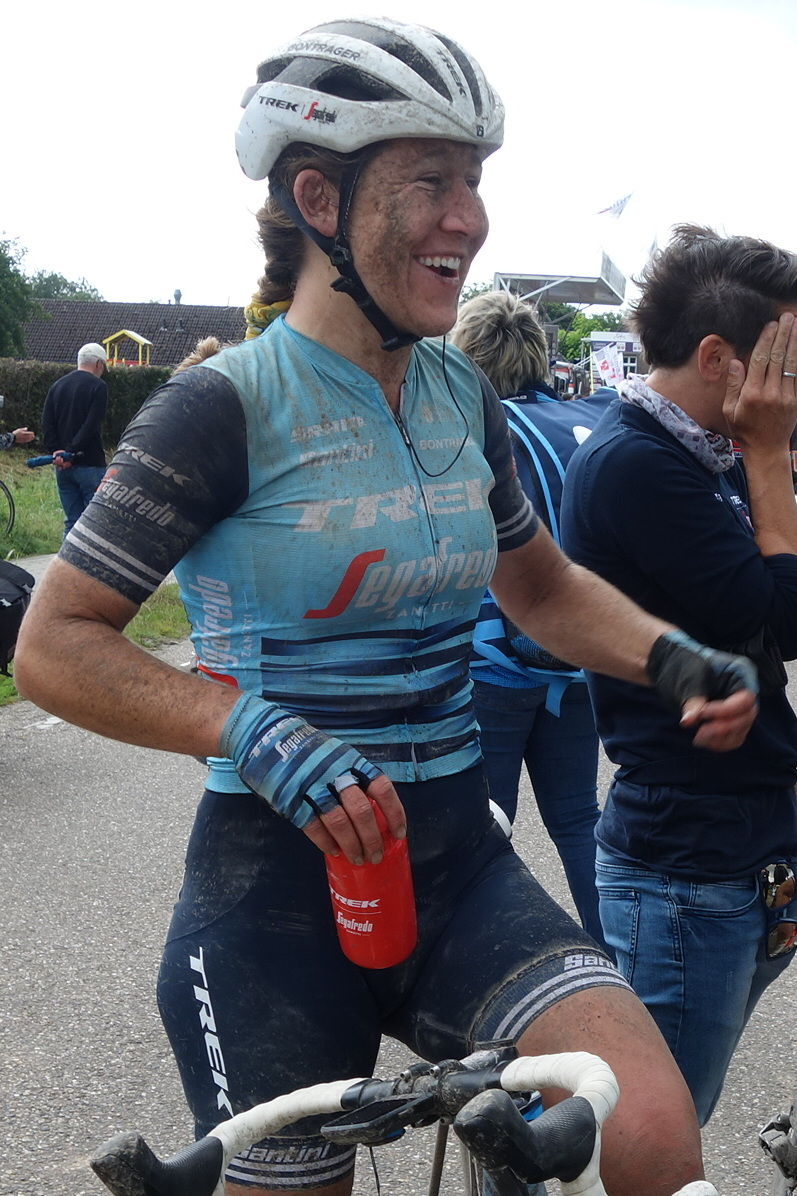
Lauretta Hanson en 2021
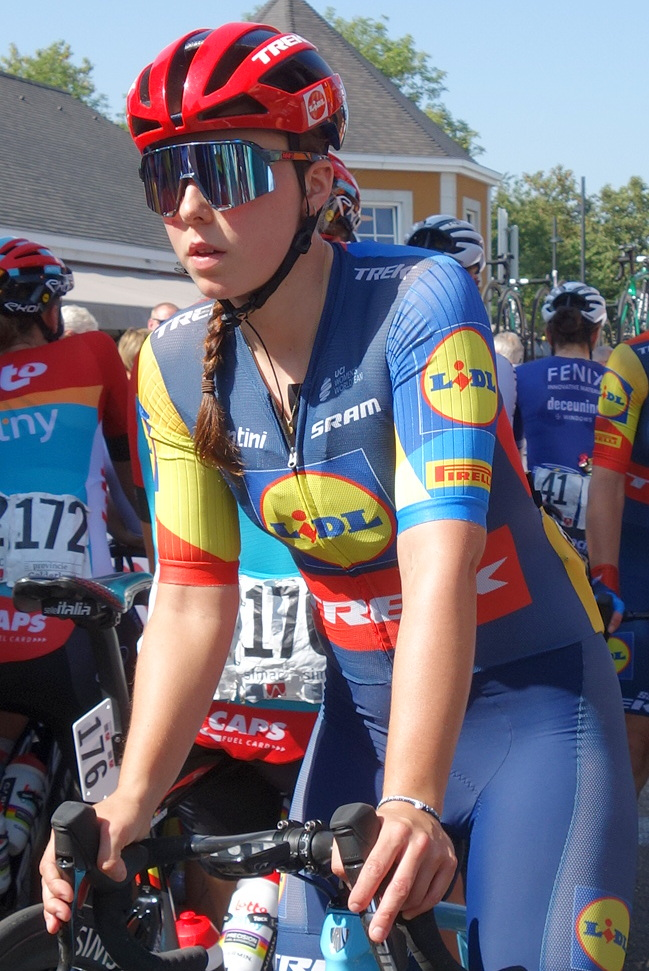
Lisa Klein
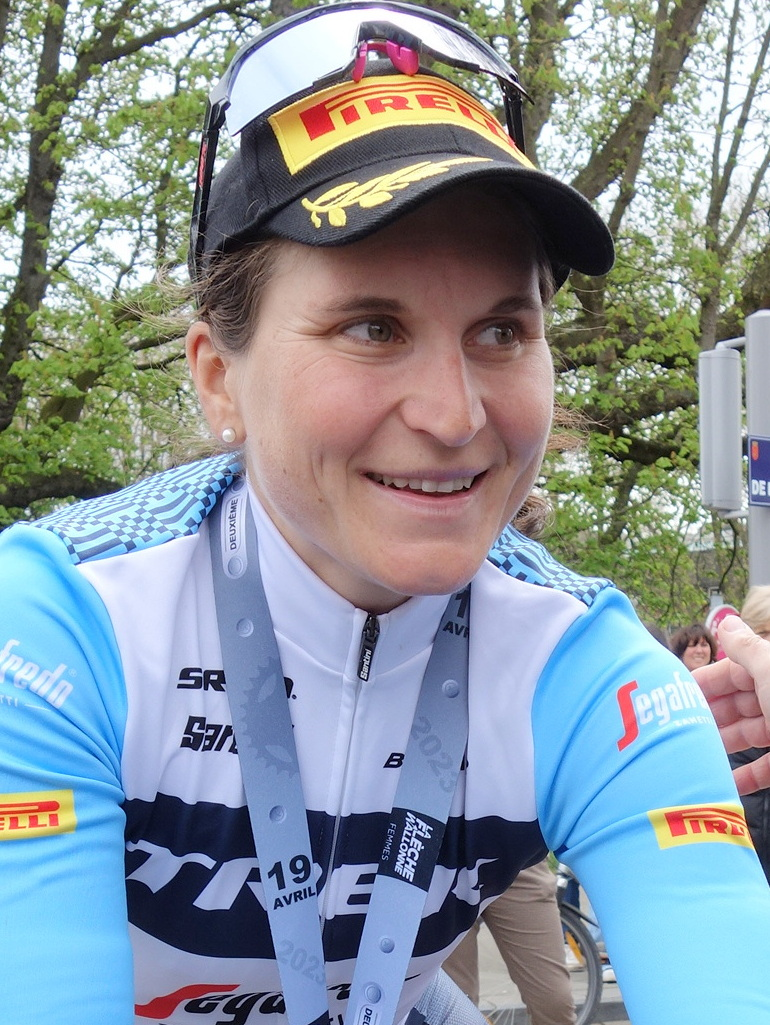
Elisa Longo Borghini
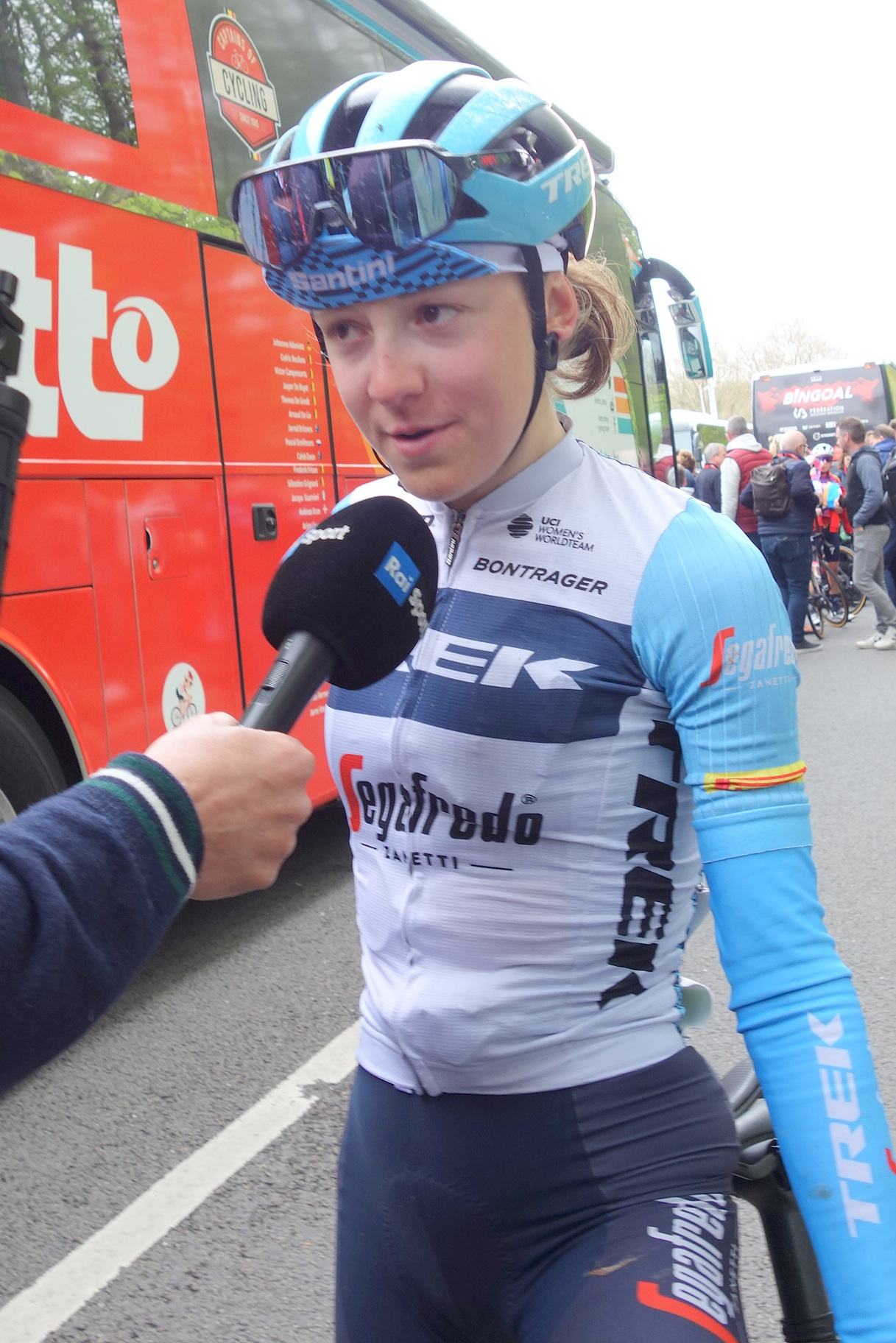
Gaia Realini
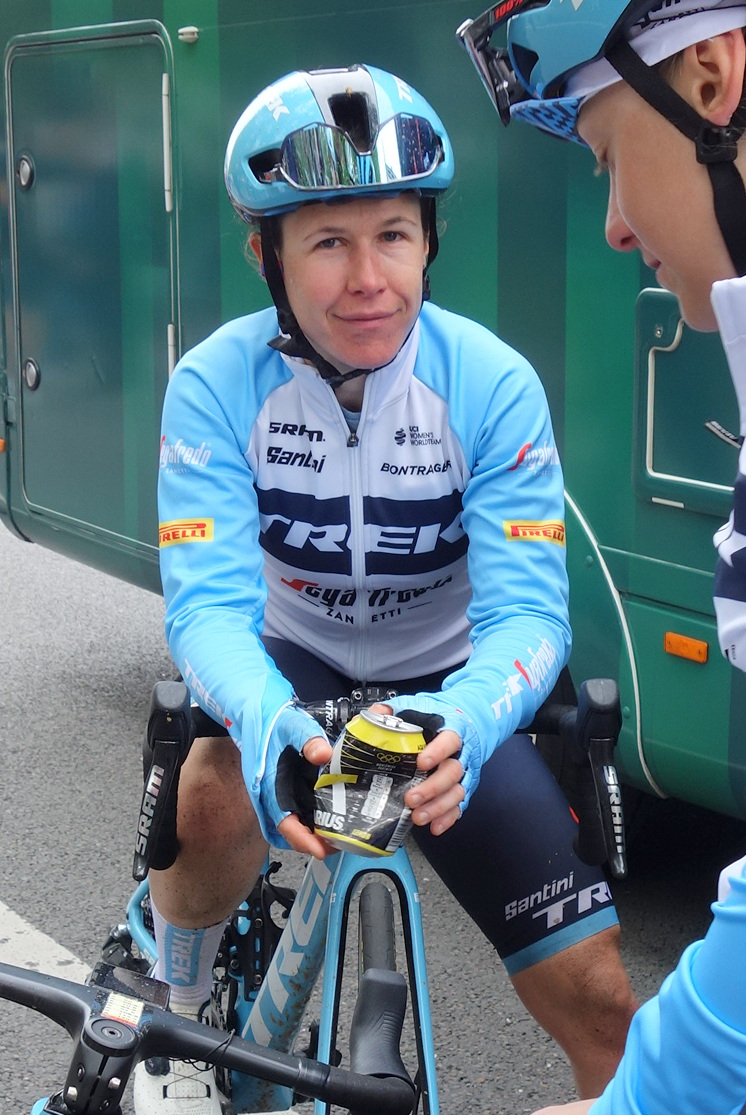
Amanda Spratt
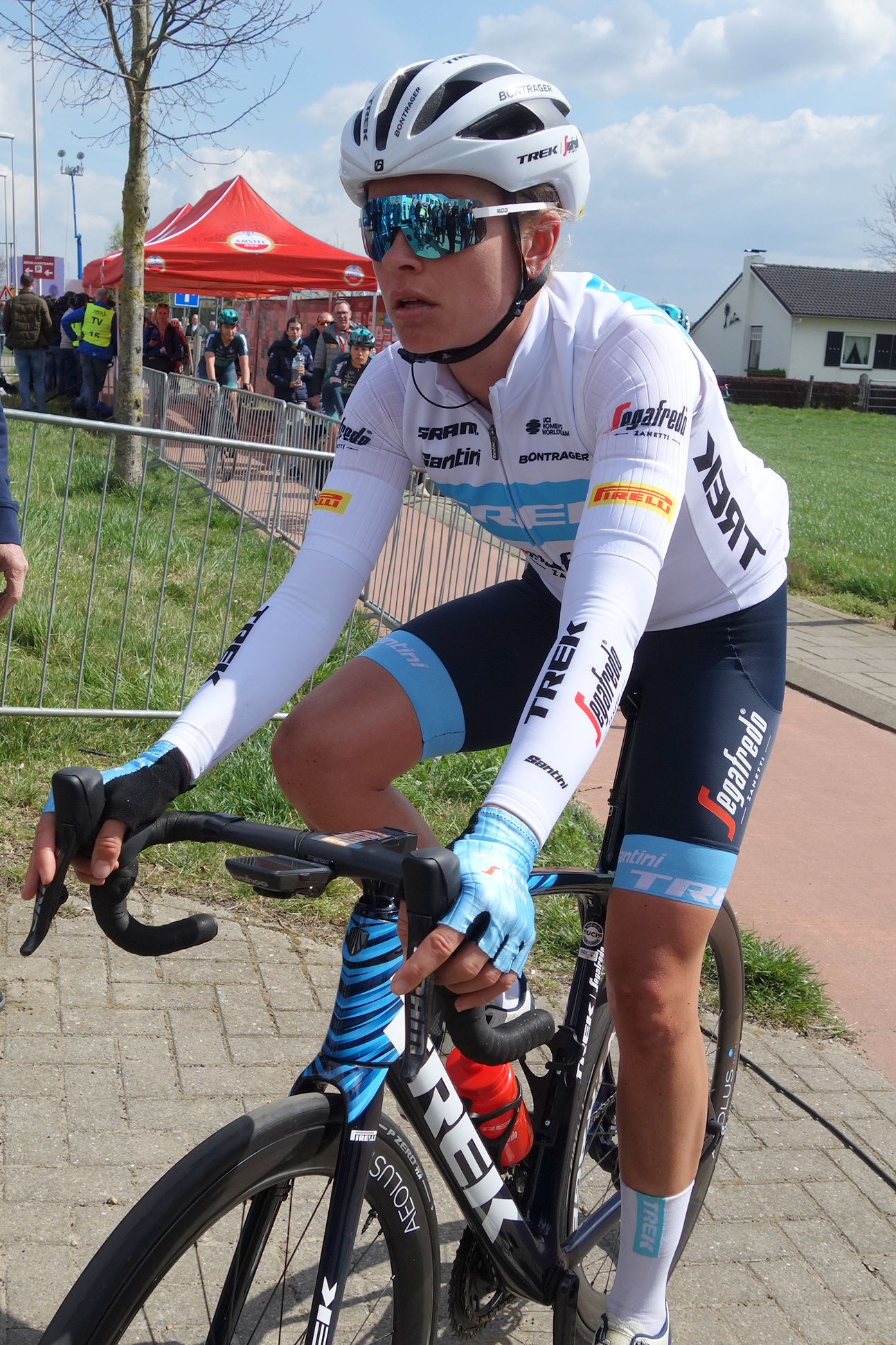
Tayler Wiles en 2022

### Encadrement

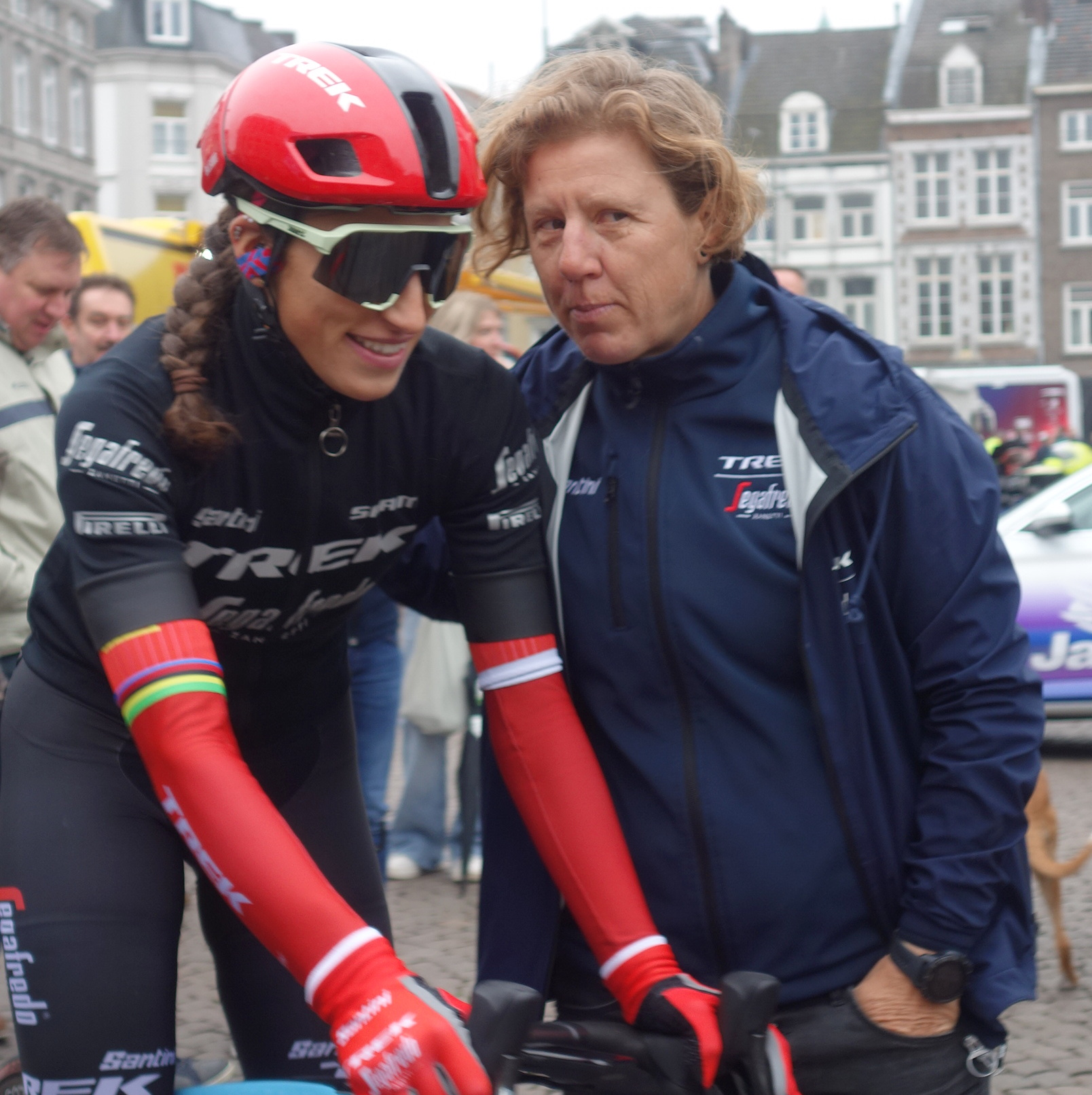
Ina-Yoko Teutenberg avec Elisa Balsamo

Ina-Yoko Teutenberg est la directrices sportives de l'équipe. Elle a pour assistant : Kim Andersen, Adriano Baffi, Steven de Jongh, 
Markel Irizar Aramburu, Luc Meersman, Yaroslav Popovych, Gregory Rast et Paolo Slongo. Luca Guercilena en est la représentante auprès de l'UCI.

## Déroulement de la saison

### Janvier
En cyclo-cross, Shirin van Anrooij remporte la manche de Coupe du monde de Zonhoven.
Au championnat d'Australie, Brodie Chapman est troisième du contre-la-montre et remporte le titre sur route. Amanda Spratt est troisième de la course en ligne. Au Women's Tour Down Under, Amanda Spratt est cinquième de la première étape. Le lendemain, elle attaque dans le Mount Lofty. Elle est reprise dans le dernier kilomètre et se classe dixième. Elle récidive dans l'ultime étape avec une attaque dans la Corkscrew Road à un kilomètre et demi du sommet. Grace Brown la suit à distance. Elle revient au bout de sept kilomètres de descente, soit sous la flamme rouge. Brown devance Spratt au sprint. Amanda Spratt est deuxième du classement général et meilleure grimpeuse.
À la Cadel Evans Great Ocean Road Race, dans la dernière difficulté, Nikola Nosková passe à l'offensive, emmenant dans son sillon Amanda Spratt. Seule Loes Adegeest parvient à suivre Spratt. Nosková est distancée dans la partie la plus raide de l'ascension. Sur la replat, Spratt effectue tout le travail. Au sprint, Adegeest devance Spratt. Celle-ci s'empare de la tête du classement World Tour.

### Février-Mars
Au Tour des Émirats arabes unis, dans la montée finale de la troisième étape, une sélection s'opère rapidement sous l'impulsion de Kristen Faulkner notamment. À huit kilomètres de l'arrivée, Gaia Realini se met à imprimer le rythme. À cinq kilomètres du but, Longo Borghini et Realini sont seules en tête. La première s'impose et prend la tête du classement général. La dernière étape n'apporte pas de changement au classement général.
À la Setmana Ciclista Valenciana, Elisa Balsamo remporte les deux premières étapes au sprint. Amanda Spratt est troisième de l'épreuve. Elisa Longo Borghini est dixième du Circuit Het Nieuwsblad. Gaia Realini gagne le Trofeo Oro in Euro.
Au Tour de Drenthe, Elynor Bäckstedt fait partie de l'échappée de huit coureuses. Un regroupement a lieu à trente-trois kilomètres de l'arrivée. Elisa Balsamo est quatrième du sprint. Elisa Balsamo est quatrième à Nokere. Au Trofeo Alfredo Binda-Comune di Cittiglio, dans l'avant-dernière montée de la côte d'Orino, Shirin van Anrooij sort seule. Grâce au contrôle de la Trek, toutes les tentatives de poursuites sont reprises. Elisa Balsamo règle le groupe de poursuite et prend la deuxième place.
À la Classic Bruges-La Panne, dix coureuses dont Elisa Balsamo sortent après l'arrivée sur le circuit. Elles prennent rapidement de l'avance. Dans le final, Pfeiffer Georgi parvient à s'extraire et n'est plus reprise. Derrière, Elisa Balsamo devance Lorena Wiebes au sprint. Sur À travers les Flandres, dans Huisepontweg, Demi Vollering attaque avec Shirin van Anrooij, Liane Lippert, Floortje Mackaij et Ashleigh Moolman. Le peloton se regroupe immédiatement après. Shirin van Anrooij est neuvième de la course.

### Avril
Au Tour des Flandres, Shirin van Anrooij est dans un groupe de poursuite après le vieux Quaremont. Elle attaque dans le Paterberg et forme un groupe avec Persico, Katarzyna Niewiadoma et Demi Vollering. Les poursuivantes dont Elisa Longo Borghini reviennent sur ce groupe. Cette dernière prend la troisième place de la course. Van Anrooij est huitième. À Paris-Roubaix, une échappée se forme en début de course et prend beaucoup d'avance. Elle n'est plus rejointe. Lucinda Brand est la mieux classée à la douzième place.

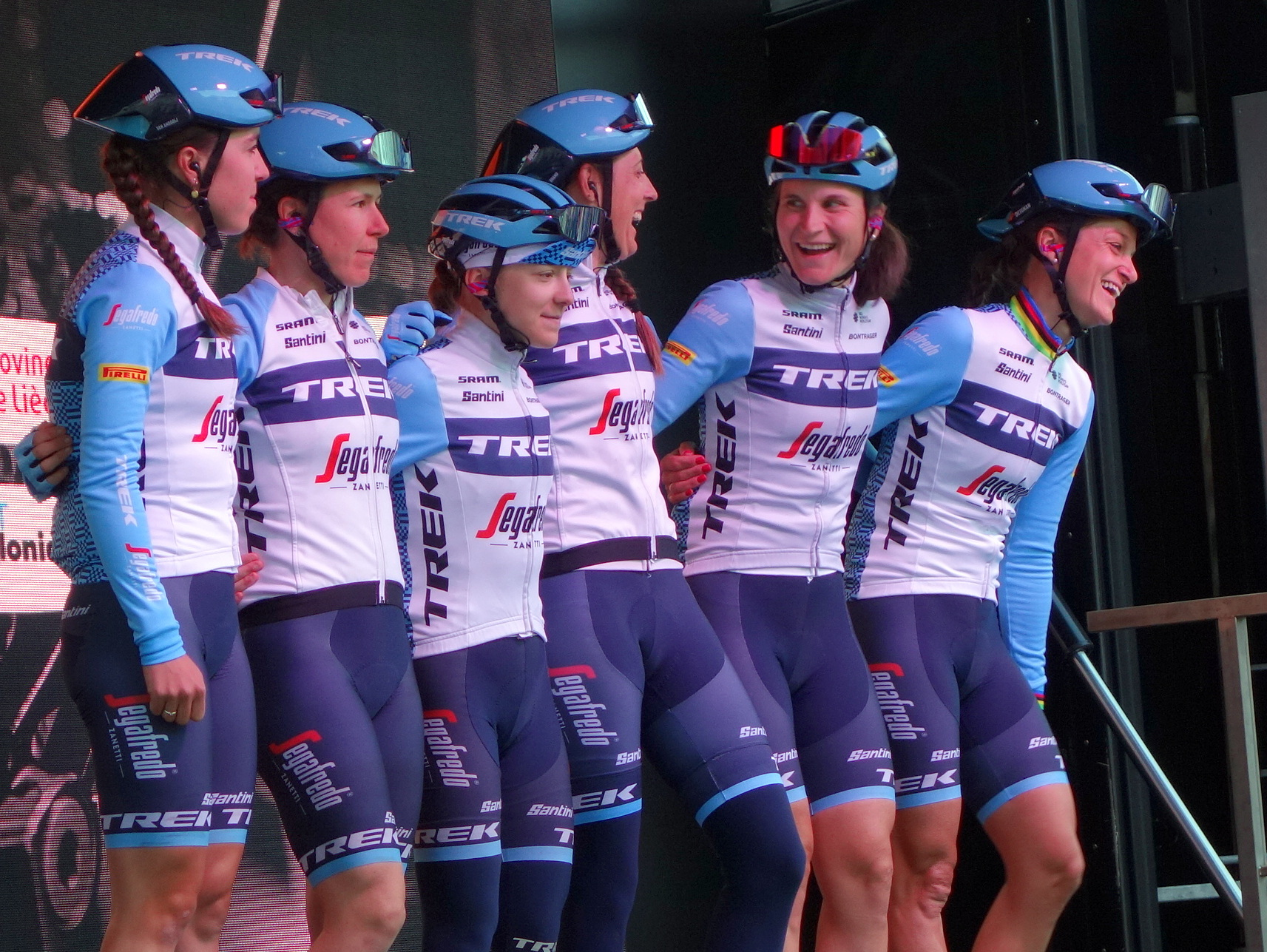
Équipe à la Flèche wallonne

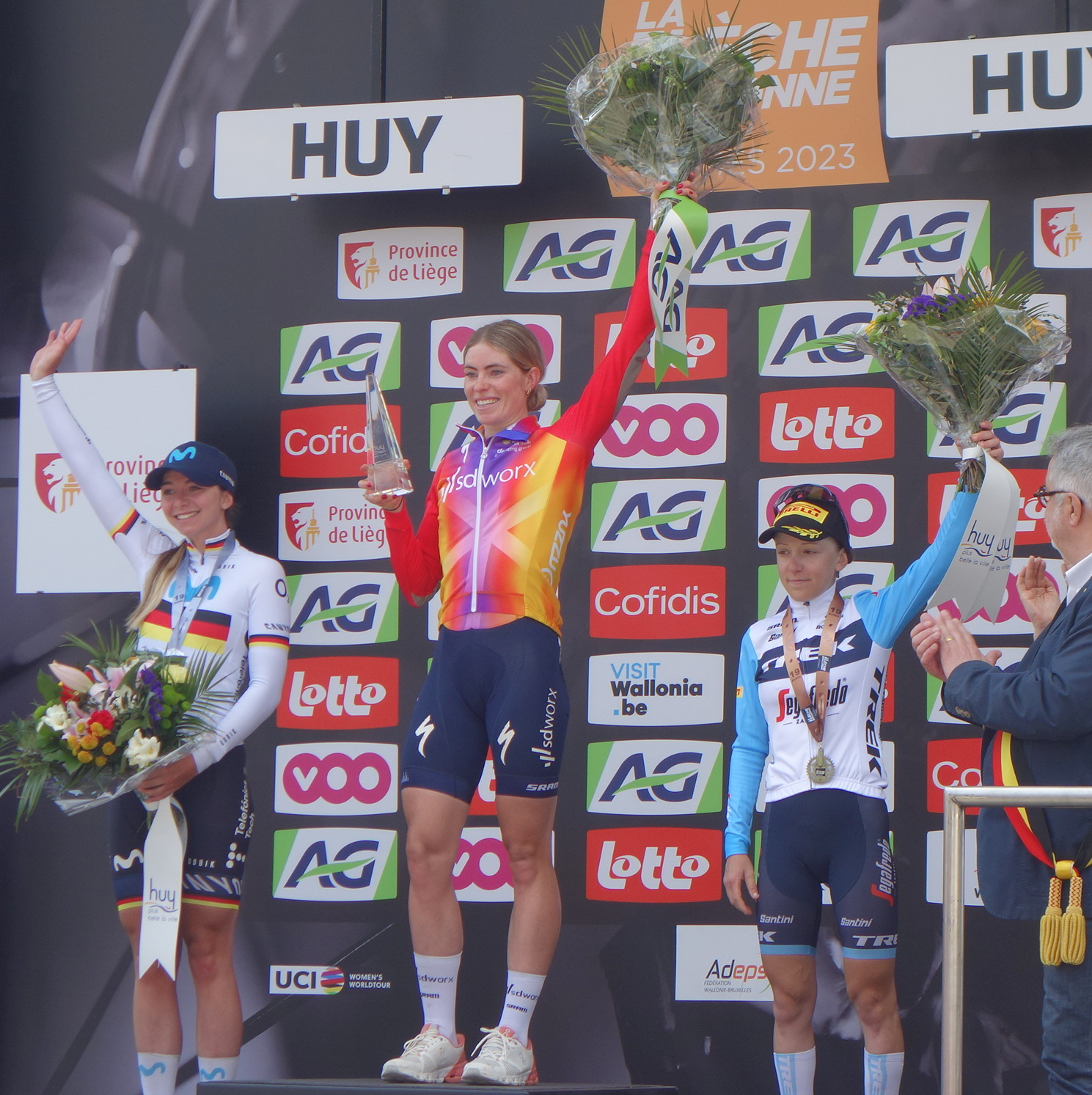
Podium de la Flèche wallonne

À la Flèche brabançonne, avant le S-Bocht, Mischa Bredewold sort avec Kristen Faulkner, Amanda Spratt et Anna Henderson. Elles sont reprises en haut du S-Bocht. Dans le dernier tour, Marlen Reusser accélère. Elle est suivie par Shirin van Anrooij, Elise Chabbey, Silvia Persico et Margot Vanpachtenbeke. Dans Moskestraat, Demi Vollering sort en poursuite avec Lippert dans la roue. Elles reviennent sur l'avant à sept kilomètres du but. Au sprint, Shirin van Anrooij prend la cinquième place. À l'Amstel Gold Race, elle suit les favorites jusqu'au bout et prend la deuxième place du sprint, alors que Lotte Kopecky est détachée. À la Flèche wallonne, Elisa Longo Borghini et Gaia Realini font partie des favorites qui suivent l'attaque de Demi Vollering. Dans le mur de Huy, Gaia Realini prend la troisième place. Sur Liège-Bastogne-Liège, la côte de Stockeu permet à un groupe avec Amanda Spratt de sortir. Il compte jusqu'à une minute quinze d'avance. À vingt-et-un kilomètre de la ligne, Amanda Spratt est reprise. Trek-Segafredo décide alors de lancer la chasse. Shirin van Anrooij et Elisa Longo Borghini entament la côte de la Roche-aux-Faucons avec quelques mètres d'avance. Elisa Longo Borghini hausse le rythme. Derrière, les autres favorites réagissent. Reusser est reprise au sommet par Longo Borghini, Chabbey, Vollering, Van Vleuten et Gaia Realini. La Suissesse lance néanmoins une attaque dans la descente. Elle est suivie par Longo Borghini. Dans le faux-plat suivant la Roche-aux-Faucons, Van Vleuten tente de revenir sur l'avant, mais c'est Demi Vollering qui y parvient à onze kilomètres du but. L'accélération de Vollering distance Reusser. Le duo n'est plus repris. Le sprint est lancé à cent-cinquante mètres par Longo Borghini, mais Vollering se montre plus rapide. Realini est septième.

### Mai
Au Tour d'Espagne, Trek-Segafredo est troisième du contre-la-montre par équipes inaugural. Dans la troisième étape, Gaia Realini et Amanda Spratt perdent plus de 2 min 40 au classement général. Gaia Realini est ensuite cinquième de la montagneuse cinquième étape. Le lendemain, Annemiek van Vleuten place une attaque dès le pied de la première difficulté du jour, l'Alto de Fuente de las Varas, Gaia Realini fait partie de celles parvenant à la suivre. A 30 km, van Vleuten attaque de nouveau, au pied du Puerto de Campo el Hayal, suivie uniquement par Realini. L'Italienne finit par battre Annemiek van Vleuten au sprint et remporter l'étape. Dans la dernière étape, elle est la dernière à pouvoir suivre Vollering dans la montée finale et se classe seconde à onze secondes. Elle est troisième du classement général et meilleure grimpeuse.
Au Tour de Burgos, Elisa Balsamo est deuxième du sprint de la première étape derrière Lorena Wiebes. Elle est cinquième le lendemain avant d'être nouveau deuxième du sprint sur la troisième étape. Dans l'étape reine, Lucinda Brand prend la première échappée, mais le peloton reprend le groupe. À neuf kilomètres de l'arrivée, Demi Vollering accélère. Seule Shirin van Anrooij parvient à la suivre pendant un kilomètre avant de devoir lâcher prise. Elle prend la deuxième place de l'étape et du classement général.

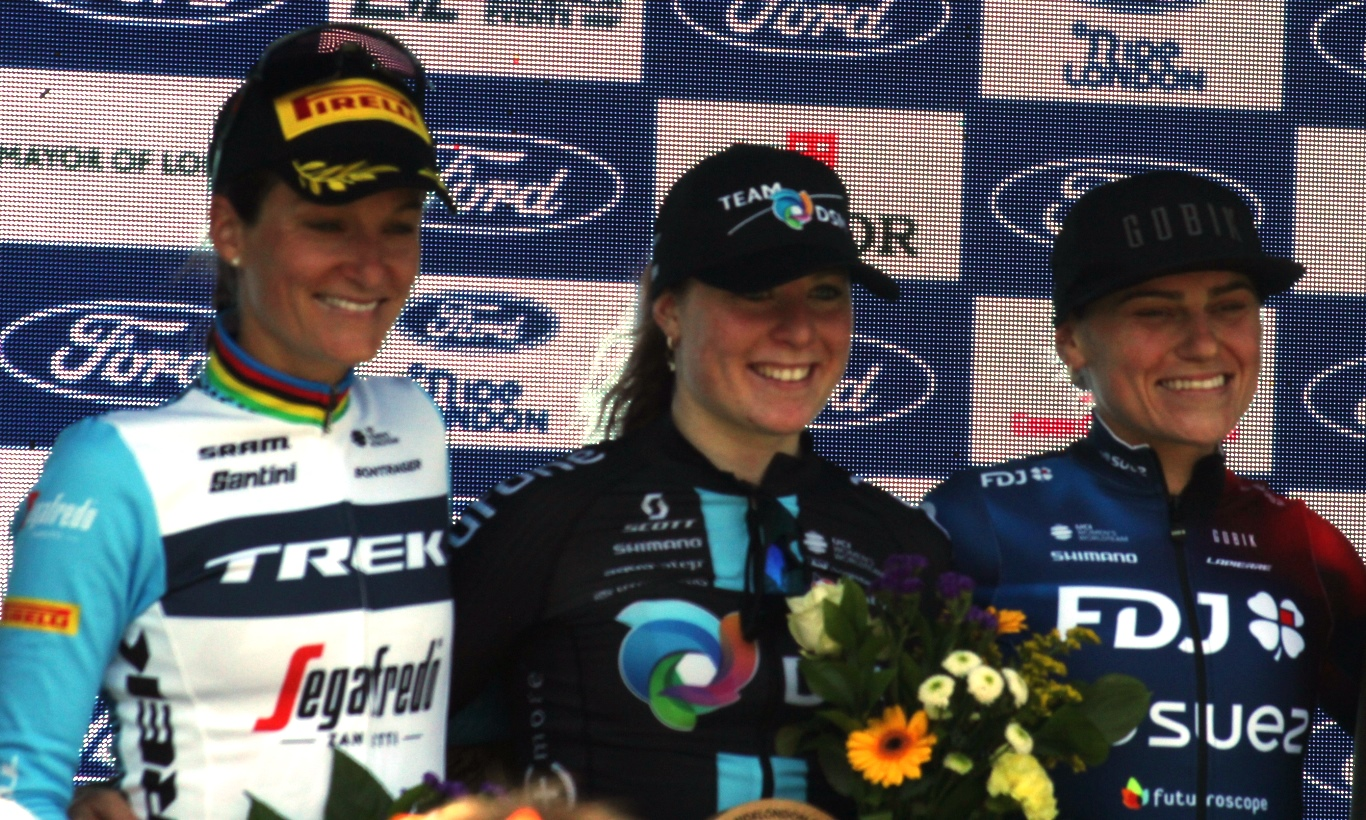
Podium du RideLondon-Classique

À RideLondon-Classique, Elisa Balsamo est prise dans une chute et contrainte à l'abandon. Elle se brise la mâchoire. Lizzie Deignan fait partie du groupe quatorze qui se dispute la victoire. Elle se classe troisième. Elle est deuxième du sprint le lendemain. Elle conclut l'épreuve à la troisième place du classement général. 

### Juin
Au Tour de Suisse, sur le contre-la-montre de la deuxième étape, Elisa Longo Borghini prend la troisième place, Brodie Chapman la quatrième et Amanda Spratt la neuvième. Elisa Longo Borghini conclut l'épreuve à la troisième place du classement général. 
Elisa Longo Borghini réalise le doublé contre-la-montre et course en ligne aux championnats d'Italie sur route.

### Juillet
Au Tour d'Italie, Elisa Longo Borghini est quatrième de la deuxième durant laquelle Annemiek van Vleuten prend quarante-cinq secondes d'avance. Sur la quatrième étape, dans une des dernières difficultés, Annemiek van Vleuten attaque. Seule Elisa Longo Borghini peut la suivre. Cette dernière tente de partir dans la descente, mais Van Vleuten est vigilante. Elle se concentre sur le classement général et mène donc le groupe. Elisa Longo Borghini lance le sprint et s'impose. Van Vleuten effectue une belle opération au classement général. Le lendemain, dans la montée du Passo del Lupo, située quinze kilomètres après le départ, Annemiek van Vleuten mène le rythme. Longo Borghini et Realini font partie du petit groupe à pouvoir la suivre. Dans l'ultime difficulté vers Sant’Ignazio, Fisher-Black augmente le rythme. Seules Van Vleuten, Longo Borghini, Realini et Garcia parviennent à rester au contact. À douze kilomètres de l'arrivée, Van Vleuten attaque avec Longo Borghini. Dans la descente, Van Vleuten sort de la route, mais sans conséquence. Elisa Longo Borghini, dans le même virage, a moins de chance et tombe dans la forêt. Elle parvient à remonter sur le vélo, mais perd de nombreuses minutes. Gaia Realini est sixième. Après des examens médicaux, Elisa Longo Borghini abandonne la course. Dans l'avant dernière ascension, Labous imprime un rythme élevé qui provoque la formation d'un groupe de favorites avec Van Vleuten, Lippert, Realini et Niamh Fisher-Black. Van Vleuten passe alors à l'attaque. Elle n'est plus reprise. Derrière, la mauvaise entente provoque un regroupement. Sur la septième étape, dans la côte Cima Paravenna, Mavi Garcia attaque à quatre kilomètres du sommet. Juliette Labous et Gaia Realini mènent un groupe de favorites qui cherche à rester au contact de Garcia. Dans Paravenna, Labous et Lippert passent à l'offensive, mais sont rapidement reprises. Fisher-Black contre, puis Van Vleuten. Il reste alors un kilomètre et demi d'ascension. Realini et Labous reviennent sur Van Vleuten. Dans l'ascension finale, Van Vleuten attaque et s'impose de nouveau. Gaia Realini est troisième. Les deux dernières étapes n'apportent pas de changement : Gaia Realini termine meilleure jeune, meilleure Italienne et troisième du classement général.
Au Tour de France, Elisa Balsamo est cinquième du sprint de la troisième étape. Le lendemain, Elisa Longo Borghini termine à la même place d'une étape sélective. Elle est également cinquième du classement général. Elle est neuvième de la cinquième étape. Elle est néanmoins non partante sur l'étape vers le Tourmalet à cause d'une « infection cutanée en haut de la cuisse gauche ». Amanda Spratt conclut à la dixième place un Tour de France décevant pour l'équipe.

### Août
Au Tour de Scandinavie, Elisa Balsamo est deuxième du sprint de la première étape derrière Lorena Wiebes. Lauretta Hanson est quatrième du contre-la-montre. Elisa Balsamo est troisième de la cinquième étape au sprint.
Aux championnats du monde sur route, Lizzie Deignan fait partie du groupe d'échappée qui sort en début de course. Un regroupement général a lieu à cent kilomètres de l'arrivée. Arrivé sur le circuit final, après que le groupe de tête ait repris Élise Chabbey, Deignan et Christina Schweinberger sortent. Marlen Reusser part en poursuite, suivie ensuite par Lotte Kopecky. Néanmoins la coopération est mauvaise et les autres favorites reviennent. Lizzie Deignan est sixième de la course.

### Septembre

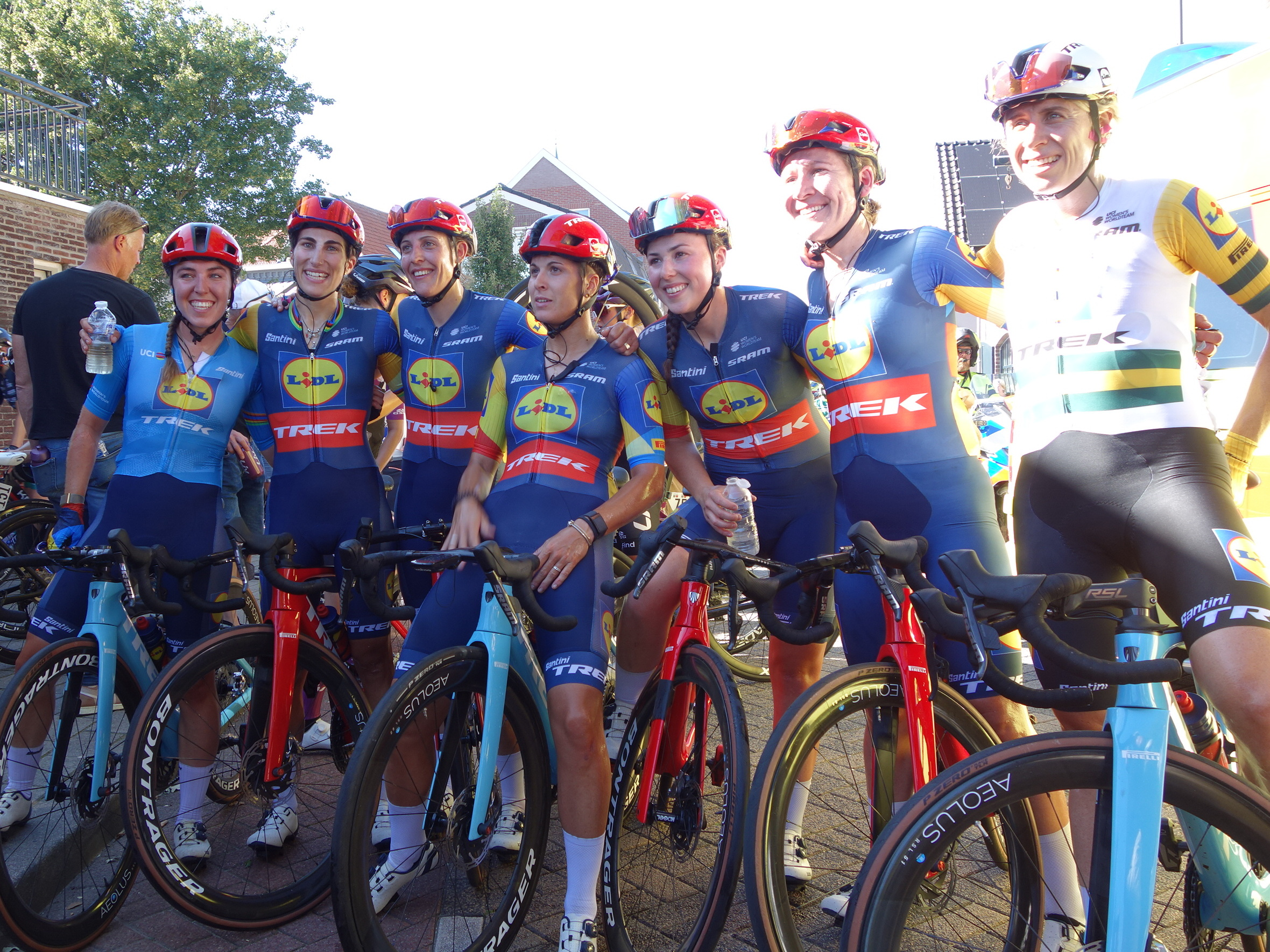
Équipe au Tour du Simac

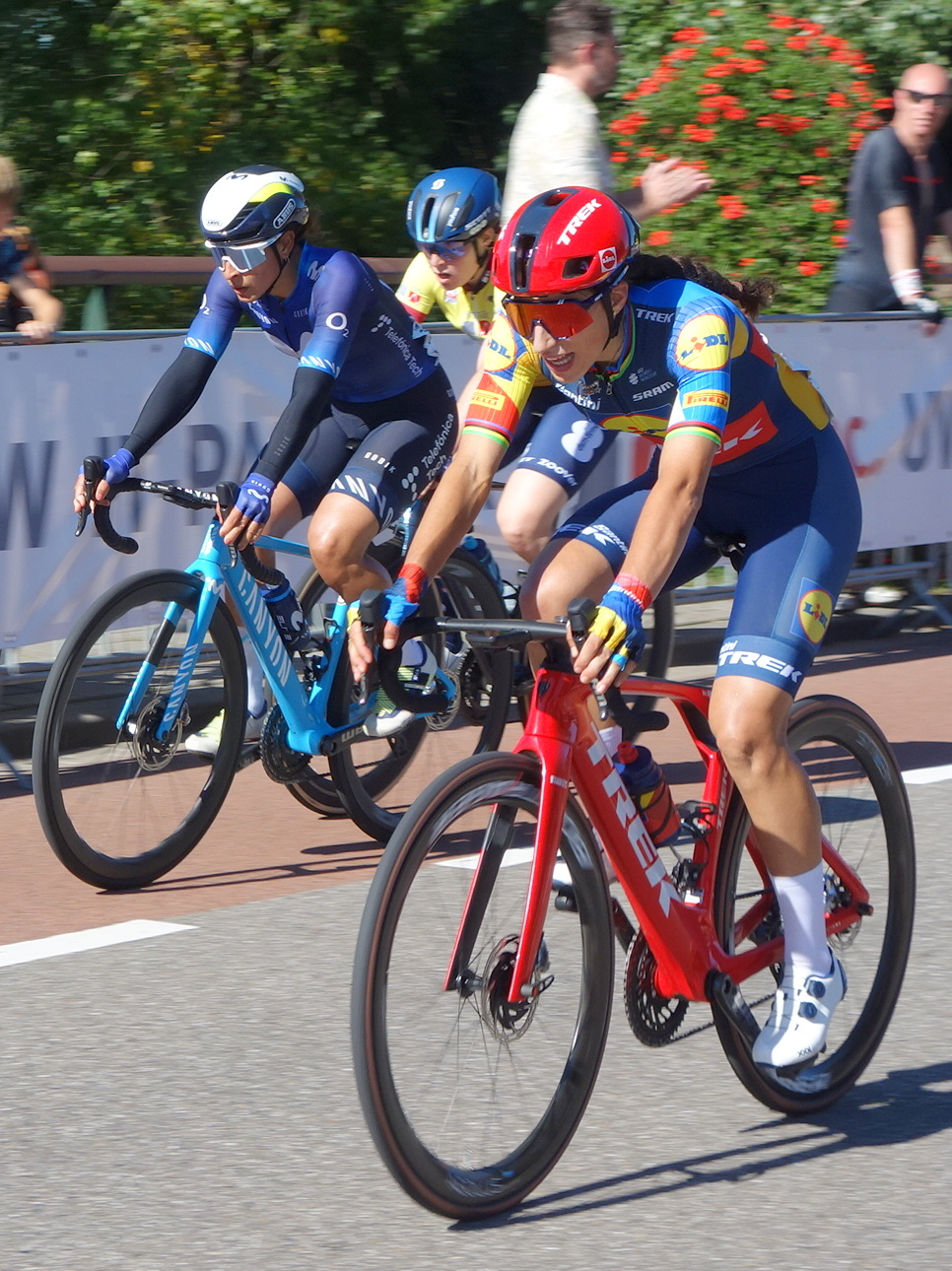
Elisa Balsamo dans le sprint de la sixième étape du Tour du Simac

Au Grand Prix de Plouay, Elisa Balsamo est présente dans le final, mais doit se contenter d'une quinzième place.
Au Simac Ladies Tour, Elisa Balsamo remporte la première étape au sprint devant Lorena Wiebes. Elle est ensuite troisième du sprint de la troisième étape et deuxième de celui de la cinquième étape. Shirin van Anrooij conclut l'épreuve à la neuvième place du classement général. Gaia Realini se classe ensuite neuvième du Tour de Romandie. Elle prend enfin la quatrième place du Tour d'Émilie.

### Octobre - décembre
En fin de saison, Lucinda Brand remporte deux manches de Coupe du monde de cyclo-cross.

## Victoires

### Sur route
| Victoires | Victoires                                        | Victoires           | Victoires | Victoires            | Victoires |
| Date      | Course                                           | Pays                | Classe    | Vainqueur            |           |
| --------- | ------------------------------------------------ | ------------------- | --------- | -------------------- | --------- |
| 8 janv.   | Championnat d'Australie sur route                | Australie           | CN        | Brodie Chapman       |           |
| 11 fév.   | 3e étape du Tour des Émirats arabes unis         | Émirats arabes unis | 2.WWT     | Elisa Longo Borghini |           |
| 12 fév.   | Classement général, Tour des Émirats arabes unis | Émirats arabes unis | 2.WWT     | Elisa Longo Borghini |           |
| 16 fév.   | 1re étape de la Semaine cycliste valencienne     | Espagne             | 2.Pro     | Elisa Balsamo        |           |
| 17 fév.   | 2e étape de la Semaine cycliste valencienne      | Espagne             | 2.Pro     | Elisa Balsamo        |           |
| 5 mars    | Trofeo Oro in Euro                               | Italie              | 1.1       | Gaia Realini         |           |
| 19 mars   | Trofeo Alfredo Binda-Comune di Cittiglio         | Italie              | 1.WWT     | Shirin van Anrooij   |           |
| 6 mai     | 6e étape du Tour d'Espagne                       | Espagne             | 2.WWT     | Gaia Realini         |           |
| 23 juin   | Championnat d'Italie du contre-la-montre         | Italie              | CN        | Elisa Longo Borghini |           |
| 25 juin   | Championnat d'Italie sur route                   | Italie              | CN        | Elisa Longo Borghini |           |
| 3 juill.  | 4e étape du Tour d'Italie                        | Italie              | 2.WWT     | Elisa Longo Borghini |           |
| 15 juill. | 3eb étape, Baloise Ladies Tour                   | Belgique            | 2.1       | Lucinda Brand        |           |
| 16 juill. | Classement général, Baloise Ladies Tour          | Belgique            | 2.1       | Lucinda Brand        |           |
| 6 sept.   | 1re étape, Simac Ladies Tour                     | Pays-Bas            | 2.WWT     | Elisa Balsamo        |           |

### En cyclo-cross
| Date        | Course                                       | Pays       | Classe | Vainqueur          |
| ----------- | -------------------------------------------- | ---------- | ------ | ------------------ |
| 5 janvier   | Koksijde                                     | Belgique   | C1     | Shirin van Anrooij |
| 8 janvier   | Zonhoven                                     | Belgique   | CDM    | Shirin van Anrooij |
| 5 février   | Championnats du monde de cyclo-cross espoirs | Pays-Bas   | CM     | Shirin van Anrooij |
| 13 octobre  | Waterloo                                     | États-Unis | C2     | Shirin van Anrooij |
| 26 novembre | Dublin                                       | Irlande    | CDM    | Lucinda Brand      |
| 3 décembre  | Flamanville                                  | France     | CDM    | Lucinda Brand      |
| 22 décembre | Mol                                          | Belgique   | C2     | Lucinda Brand      |

### Résultats sur les courses majeures

#### World Tour
| UCI Women's World Tour | UCI Women's World Tour | UCI Women's World Tour | UCI Women's World Tour                   | UCI Women's World Tour | UCI Women's World Tour | UCI Women's World Tour |
| Date                   | n°                     | Pays                   | Course                                   | Meilleure coureuse     | Classement             |                        |
| ---------------------- | ---------------------- | ---------------------- | ---------------------------------------- | ---------------------- | ---------------------- | ---------------------- |
| 15 – 17 janv.          | 1                      | Australie              | Women's Tour Down Under                  | Amanda Spratt          | 2e                     |                        |
| 28 janv.               | 2                      | Australie              | Cadel Evans Great Ocean Road Race Women  | Amanda Spratt          | 2e                     |                        |
| 9 – 12 fév.            | 3                      | Émirats arabes unis    | Tour des Émirats arabes unis             | Elisa Longo Borghini   | 1re                    |                        |
| 25 fév.                | 4                      | Belgique               | Circuit Het Nieuwsblad                   | Elisa Longo Borghini   | 10e                    |                        |
| 4 mars                 | 5                      | Italie                 | Strade Bianche                           | Amanda Spratt          | 17e                    |                        |
| 11 mars                | 6                      | Pays-Bas               | Tour de Drenthe                          | Elisa Balsamo          | 4e                     |                        |
| 19 mars                | 7                      | Italie                 | Trofeo Alfredo Binda-Comune di Cittiglio | Shirin van Anrooij     | 1re                    |                        |
| 23 mars                | 8                      | Belgique               | Classic Bruges-La Panne                  | Elisa Balsamo          | 2e                     |                        |
| 26 mars                | 9                      | Belgique               | Gand-Wevelgem                            | Shirin van Anrooij     | 24e                    |                        |
| 2 avr.                 | 10                     | Belgique               | Tour des Flandres                        | Elisa Longo Borghini   | 3e                     |                        |
| 8 avr.                 | 11                     | France                 | Paris-Roubaix                            | Lucinda Brand          | 12e                    |                        |
| 16 avr.                | 12                     | Pays-Bas               | Amstel Gold Race                         | Shirin van Anrooij     | 3e                     |                        |
| 19 avr.                | 13                     | Belgique               | Flèche wallonne                          | Gaia Realini           | 3e                     |                        |
| 23 avr.                | 14                     | Belgique               | Liège-Bastogne-Liège                     | Elisa Longo Borghini   | 2e                     |                        |
| 1 – 7 mai              | 15                     | Espagne                | Tour d'Espagne                           | Gaia Realini           | 3e                     |                        |
| 12 – 14 mai            | 16                     | Espagne                | Tour du Pays basque                      | -                      | -                      |                        |
| 18 – 21 mai            | 17                     | Espagne                | Tour de Burgos                           | Shirin van Anrooij     | 2e                     |                        |
| 26 – 28 mai            | 18                     | Royaume-Uni            | RideLondon-Classique                     | Lizzie Armitstead      | 3e                     |                        |
| 17 – 20 juin           | 19                     | Suisse                 | Tour de Suisse                           | Elisa Longo Borghini   | 3e                     |                        |
| 30 juin – 9 juill.     | 20                     | Italie                 | Tour d'Italie                            | Gaia Realini           | 3e                     |                        |
| 23 – 30 juill.         | 21                     | France                 | Tour de France Femmes                    | Amanda Spratt          | 10e                    |                        |
| 23 – 27 août           | 22                     | Norvège                | Tour de Scandinavie                      | Lizzie Armitstead      | 33e                    |                        |
| 2 sept.                | 23                     | France                 | Grand Prix de Plouay                     | Elisa Balsamo          | 15e                    |                        |
| 5 – 10 sept.           | 24                     | Pays-Bas               | Simac Ladies Tour                        | Shirin van Anrooij     | 9e                     |                        |
| 15 – 17 sept.          | 25                     | Suisse                 | Tour de Romandie                         | Gaia Realini           | 9e                     |                        |
| 12 – 14 oct.           | 26                     | Chine                  | Tour de l'île de Chongming               | -                      | -                      |                        |
| 17 oct.                | 27                     | Chine                  | Tour du Guangxi                          | -                      | -                      |                        |

#### Grands tours
| Grand tour            | Tour d'Espagne                    | Tour d'Italie              | Tour de France      |
| --------------------- | --------------------------------- | -------------------------- | ------------------- |
| Coureuse (classement) | Gaia Realini (3e)                 | Gaia Realini (3e)          | Amanda Spratt (10e) |
| Accessits             | Classement de la montagne, podium | Podium, 1 victoire d'étape | -                   |

## Classement mondial
| Classement UCI | Classement UCI       | Classement UCI | Classement UCI |
| Coureuse       | Coureuse             | Pays           | Points         |
| -------------- | -------------------- | -------------- | -------------- |
| 13e            | Gaia Realini         | Italie         | 1862.3 pts     |
| 15e            | Elisa Longo Borghini | Italie         | 1781 pts       |
| 17e            | Shirin van Anrooij   | Pays-Bas       | 1622.3 pts     |
| 20e            | Elisa Balsamo        | Italie         | 1514 pts       |
| 24e            | Amanda Spratt        | Australie      | 1247.3 pts     |
| 60e            | Lizzie Deignan       | Royaume-Uni    | 609.3 pts      |
| 102e           | Lucinda Brand        | Pays-Bas       | 345 pts        |
| 109e           | Brodie Chapman       | Australie      | 329.3 pts      |
| 149e           | Lauretta Hanson      | Australie      | 259.3 pts      |
| 269e           | Ilaria Sanguineti    | Italie         | 130.3 pts      |
| 270e           | Lisa Klein           | Allemagne      | 130.3 pts      |
| 347e           | Elynor Bäckstedt     | Royaume-Uni    | 92.3 pts       |
| 898e           | Taylor Knibb         | États-Unis     | 15 pts         |

La formation est troisième du classement par équipes.